# Rondibilis paralaosica
Rondibilis paralaosica là một loài bọ cánh cứng trong họ Cerambycidae.